# 科林基
48°47′38″N 25°29′57″E / 48.79389°N 25.49917°E
科林基（烏克蘭語：Колінки），是烏克蘭的村落，位於該國西部伊萬諾-弗蘭科夫斯克州，由科洛梅亚区負責管轄，面積13.9平方公里，2001年人口726，人口密度每平方公里52.1人。